# シモーネ・ロータ
シモーネ・ロータ（Simone Rota、1984年11月6日 - ）は、イタリアとフィリピンのサッカー選手。フィリピン代表。ポジションはDFあるいはMF。

## クラブ歴
1984年11月にパラニャーケにあるフランシスコ会運営の孤児院に置去りにされ、翌年初めまでここで育った。翌年、同月生まれの女児と共にイタリア人に引き取られた。
2001-02シーズンにセリエC2に所属するACプロ・セストのトップチームに昇格し、翌年にはレギュラーに定着。2004-05シーズンにはセリエC2のグループAで優勝しセリエC1に昇格した。2006年1月にはSSマンフレドーニア・カルチョにレンタル移籍。10位で終えたマンフレドーニアに対して、プロ・セストは降格した。レンタル移籍終了後は改めてレギュラーとなった。2008年にはスイス・チャレンジリーグのFCルガーノにレンタル移籍した。2009年にプロ・セストに復帰したものの、クラブは破産した。
その後、ASDCボルゴマネーロ、ACDアスティなどに在籍した。2013年10月には彼がフィリピン代表に選ばれるためにユナイテッド・フットボールリーグへの移籍に興味を持っている事が報じられた。2014年1月にスタリオンFCと契約し同リーグに加入した。

## 代表歴
彼はイタリア・レガ・プロ代表のU-20チームに選抜された。ミロプカップではシュタイアーマルク州、クロアチア、ハンガリー、スロベニアのユース代表と戦い、優勝した。2005年にはトロフェオ・ドッセーナにも同代表として出場したが、SCインテルナシオナルに決勝戦で敗れた。なお彼は決勝戦には出場していなかった。
フィリピン代表初招集は2014年2月で、3月1日のマレーシア代表との親善試合で代表初出場を飾った。代表初得点となったのはAFCチャレンジカップ2014のグループステージ、5月22日に行われたラオス代表戦であった。 2016年8月には前十字靭帯を断裂し、2016年中に復帰出来ないために2016 AFFスズキカップへの出場が不可能になった。なお、同じ8月には同じく代表であるパトリック・ライヒェルトも同じく前十字靭帯を断裂し2016 AFFスズキカップへの出場が不可能になっている。

## 個人
2014年にフィリピンに帰ってきて以降、自らが育った孤児院でボランティアをしている。
イタリアに育ったため、イタリア語は流暢である他方、英語やフィリピン語は得意ではない。また、ACミランのファンである。
体には多数の刺青を施しており、その中にはフィリピン諸島の形も見られる。右手には育ての父母や姉の名前、左手には孤児院の名前などが入れられている。

## 個人成績
代表での得点一覧
| #  | 日附           | 場所                                         | 対戦相手 | 得点 | 結果 | 大会                    |
| -- | -------------- | -------------------------------------------- | -------- | ---- | ---- | ----------------------- |
| 1. | 2014年5月22日  | アッドゥ・アッドゥ・フットボール・スタジアム | ラオス   | 1–0  | 2–0  | AFCチャレンジカップ2014 |
| 2. | 2014年11月22日 | ハノイ・ミーディン国立競技場                 | ラオス   | 1–1  | 4–1  | 2014 AFFスズキカップ    |